# Jatt & Juliet
Jatt & Juliet es una película de comedia romántica india en punjabi dirigida por Anurag Singh y producida por Darshan Singh Grewal y Gunbir Singh Sidhu. La película está protagonizada por Diljit Dosanjh junto a Neeru Bajwa. Se estrenó en cines el 29 de junio de 2012. Tras su estreno, la película se convirtió en un gran éxito de taquilla y también ganó múltiples premios en los PTC Punjabi Film Awards 2013, incluidos Mejor Película, Mejor Director, Mejor Actor y Mejor Actriz. La película también generó una secuela al año siguiente, titulada Jatt &amp; Juliet 2, con la mayor parte del mismo elenco y equipo. La secuela también batió récords de taquilla y acabó convirtiéndose en la película punjabi más taquillera de la historia. Se rehizo en bengalí en 2014 como Bangali Babu English Mem.

## Reparto
- Diljit Dosanjh como Fateh Singh
- Neeru Bajwa como Pooja
- Upasana Singh como Channo
- Jaswinder Bhalla como Joginder Singh
- Rana Ranbir como Shampy
- Sari Mercer como Jennifer (Jenny)
- Karamjit Anmol como Natha
- BN Sharma como el padre de Shampy
- Anita Kailey como Jaswinder (Jazzy)
- Amrinder Gill como Yuvraj Singh
- Isha Rikhi como Twinkle, la esposa de Yuvraj
- Lakhwinder Sandhu como Bhola
- Balinder Johal como Kathy
- Anita Devgan como la madre de Fateh
- Amrit Billa como el padre de Fateh
- Tarsem Paul como el padre de Pooja
- Sunita Dheer como la madre de Pooja

## Continuación
En septiembre de 2012 se anunció que habría una secuela de Jatt & Juliet, titulada simplemente Jatt & Juliet 2. La película marca la primera vez que se realiza una secuela de una película punjabi. La película se estrenó el 28 de junio de 2013 y contó con gran parte del mismo elenco, incluido Diljit Dosanjh como Fateh Singh y Neeru Bajwa como Pooja y el equipo de la primera película. El tráiler para cines se estrenó el 23 de mayo de 2013. Rompió todos los récords de taquilla de esa época. La película también recibió buenas reseñas por parte de los críticos.

## Nueva versión de Bollywood
Himesh Reshammiya compró los derechos de nueva versión de la película. Estaría protagonizada por Manish Paul y Sunny Leone en los papeles principales.

## Remake bengalí
En bengalí, se rehizo en Bangali Babu English Mem, protagonizada por Soham Chakraborty y Mimi Chakraborty, fue dirigida por Ravi Kinnagi y producida por Shree Venkatesh Films.